# FC Fuji Megere
ここでは2017年度よりFC Fuji Megere（エフシー ふじ メジェール）となった 蒲原クラブ女子メジェール（かんばらクラブじょしメジェール）についても記述する。

## 概要
蒲原クラブ女子メジェール
1998年4月に小学生チームである静岡県富士市（発足当時富士川町）の「富士川ファーストレディース」と、同カテゴリーの静岡市清水区の「蒲原FC女子アミーゴレディース」のOGを中心に発足。2016年度まで存在した静岡市を本拠地とする静岡県女子サッカーリーグ2部に所属する女子サッカークラブ。チーム構成は中学年代のジュニアユース、U-18世代のユース、一般からなるトップチームに分かれていた。また、同チームのママさんチームの蒲原FCヴァレンティーアもメジェールファミリーとして活動していた。
メジェールの名称はエネルギッシュなチームを目標に「じゃじゃ馬」のフランス語から付けられた。
トップチームは2013年度までは東海女子サッカーリーグに所属していたが、2014年度は降格、静岡県女子サッカーリーグ1部へ。2016年度は静岡県女子サッカーリーグ2部への降格が決まった。
ユース（U-18）は2015年度は県ユースリーグ2部に降格。
ジュニアユース（U-15）は2014年度に部員不足により、東海ジュニアユースリーグから撤退し、2015年度以降は静岡県女子サッカージュニアユースリーグ2部で活動していた。
なお、メジェールと富士川ファーストレディース、蒲原FC女子アミーゴレディースは同一クラブ申請をしていたため、大会規定により小学生5、6年生のメンバーがメジェールの試合に出場したこともあった。
FC Fuji Megere
2017年度からは静岡県富士市のNPO法人富士スポーツクラブのU-15サッカーチーム「FC Fuji」のレディースチーム「FC Fuji Megere」として再スタートし、また同時に小学生女子対象の「FC Fuji Megere ジュニア」も創部された。
ジュニアユースからトップチームまでは静岡県サッカー協会中東部支部、ジュニアチームは東部支部に所属している。
トップチームは2018年度は静岡県女子サッカーリーグ1部に昇格。

## セレクション・進路
蒲原クラブ女子メジェール
サッカー経験の有無に関わらず、セレクション（選考会）なしで入団することができた。
毎年、発足母体となった富士川ファーストレディース、蒲原FC女子アミーゴレディースを中心に、富士市、静岡市を中心として男子主体のサッカー少年団に所属していた女子選手の入団もあった。
また、高校や大学進学を機にチームを離れる場合があるが、進路として以下の実績があった。
- 常葉橘高等学校女子サッカー部
- 桐陽高等学校女子サッカー部
- 東海大学付属翔洋高校女子サッカー部
- 静岡県立吉原高等学校女子サッカー部
- 福井工業大学附属福井工業高等学校女子サッカー部
- 磐田東高等学校女子サッカー部

FC Fuji Megere
2018年度現在、トップチームからジュニアチームに至るまでセレクションは行っていない。
FC Fuji Megere 出身者進路は以下の通り。
- 静岡県立吉原高等学校女子サッカー部（2017年度1名）

### 主なクラブ在籍・出身選手
- 門西亜紀子（2001-2003年度）
  - 蒲原クラブ女子メジェール → 静岡県立吉原高等学校 → INAC神戸レオネッサ → ASエルフェン狭山 → 福岡J･アンクラス → フロンティアFC女子フットサル[3]
- 神尾彩乃（2009-2011・2016-2018年度）
  - 蒲原クラブ女子メジェール → 磐田東高等学校 → 静岡産業大学磐田ボニータ → 蒲原クラブ女子メジェール（2016年度復帰）[4] → ルクレMYFC → 和泉テクノFC
- 磯部佳月（2016-2018年度　ロプタフットサルクラブコーチ、元U-16女子日本代表候補GK、クラッキサッカースクールコーチ）[5][6]
  - 蒲原FCアミーゴレディース → 常葉学園橘中学校 → 常葉学園橘高等学校 → 蒲原クラブ女子メジェール（退団）
- 大箸桜子（2023年　U-19女子日本代表候補FP）[7]
  - 富士川ファーストレディース（現FC FUJI MEGERE ジュニア） → 常葉学園橘中学校 → 常葉学園橘高等学校 → 東洋大学[8]
- 駒形玲奈
  - 向山SSS → 蒲原クラブ女子メジェール(現 FC Fuji Megere) → 桐陽高校　→ ルクレMYFC[9]

## 参加大会（2018年度）

### トップチーム

#### 静岡県女子サッカーリーグ[10]
| 年度 | リーグ       | ディビジョン／期 | 順位 | 参加チーム数 | 備考                                          |
| ---- | ------------ | ---------------- | ---- | ------------ | --------------------------------------------- |
| 2018 | 静岡県リーグ | 1部              | 7位  | 10チーム     | 1部残留                                       |
| 2017 | 静岡県リーグ | 2部              | 2位  | 10チーム     | FC Fuji Megere初年度。静岡県リーグ1部に昇格。 |
| 2016 | 静岡県リーグ | 2部              | 7位  | 10チーム     |                                               |
| 2015 | 静岡県リーグ | 1部              | 10位 | 11チーム     | 静岡県リーグ2部に降格                         |
| 2014 | 静岡県リーグ | 1部              | 7位  | 11チーム     |                                               |
| 2013 | 東海リーグ   | 2部              | 6位  | 6チーム      | 静岡県リーグに降格                            |
| 2012 | 東海リーグ   | -                | 11位 | 12チーム     |                                               |
| 2011 | 東海リーグ   | -                | 6位  | 10チーム     |                                               |

#### 皇后杯全日本女子サッカー選手権大会
| 年度 | ディビジョン   | 成績  | 備考                                  |
| ---- | -------------- | ----- | ------------------------------------- |
| 2018 | 静岡県決勝大会 | 2回戦 | 8/26現在                              |
| 2017 | 静岡県決勝大会 | 1回戦 | 中東部大会優勝→静岡県決勝大会初戦敗退 |
| 2016 | 静岡県決勝大会 | 1回戦 | 中東部大会優勝→静岡県決勝大会初戦敗退 |
| 2015 | 静岡県決勝大会 | 1回戦 | 中東部予選免除県大会初戦敗退          |

### ユースチーム（ U-18）

#### 静岡県女子サッカーユースリーグ大会
| 年度 | リーグ             | ディビジョン／期 | 順位 | 参加チーム数 | 備考                         |
| ---- | ------------------ | ---------------- | ---- | ------------ | ---------------------------- |
| 2018 | 静岡県ユースリーグ |                  |      |              |                              |
| 2017 | 静岡県ユースリーグ | 2部B             | -位  | -チーム      |                              |
| 2016 | 静岡県ユースリーグ | 2部B             | 3位  | 5チーム      |                              |
| 2015 | 静岡県ユースリーグ | 2部B             | 4位  | 5チーム      |                              |
| 2014 | 静岡県ユースリーグ | 1部              | ？位 | ？チーム     | 静岡県ユースリーグ２部に降格 |

### ジュニアユース（U-15）

#### 全日本女子ユース (U-15)サッカー選手権大会
| 年度 | 開催数 | 大会名     | 順位            | 参加チーム数 | 備考 |
| ---- | ------ | ---------- | --------------- | ------------ | ---- |
| 2018 | 第23回 | 静岡県大会 | 1回戦           | 13チーム     |      |
| 2017 | 第22回 | 静岡県大会 | 予選リーグ      | 13チーム     |      |
| 2016 | 第21回 | 静岡県大会 | 5位トーナメント | 15チーム     |      |
| 2015 | 第20回 | 静岡県大会 | 予選リーグ      | 17チーム     |      |
| 2014 | 第19回 | 静岡県大会 | 予選リーグ      | 17チーム     |      |
| 2013 | 第18回 | 静岡県大会 | 1回戦           | 18チーム     |      |
| 2012 | 第17回 | 静岡県大会 | 準優勝          | 17チーム     |      |
| 2011 | 第16回 | 静岡県大会 | 第3位           | 14チーム     |      |
| 2010 | 第15回 | 静岡県大会 | 第4位           | 15チーム     |      |

#### 静岡県女子ジュニアユースリーグ
| 年度 | リーグ             | ディビジョン／期 | 順位 | 参加チーム数 | 備考 |
| ---- | ------------------ | ---------------- | ---- | ------------ | ---- |
| 2018 | 静岡県ユースリーグ | 2部A             | -    | 5チーム      |      |
| 2017 | 静岡県ユースリーグ | 2部B             | 1位  | 4チーム      |      |
| 2016 | 静岡県ユースリーグ | 2部A             | 2位  | 6チーム      |      |
| 2015 | 静岡県ユースリーグ | 2部B             | 3位  | 7チーム      |      |

### FC Fuji Megere ジュニア（小学生）

#### カトレアカップ（U-12）少女8人制サッカー大会（県大会）
| 年度 | 順位         | 参加チーム数 | 備考                   |
| ---- | ------------ | ------------ | ---------------------- |
| 2018 | 4位          | 18チーム     | 優勝：クワトロガールズ |
| 2017 | Aブロック3位 | 15チーム     |                        |

#### フジパンCUPユースU-12サッカー大会（少女の部）静岡県大会
| 年度 | 順位  | 参加チーム数 | 備考                     |
| ---- | ----- | ------------ | ------------------------ |
| 2018 | 2回戦 | 14チーム     | 優勝：クワトロガールズ   |
| 2017 | 2回戦 | 13チーム     | 優勝：藤枝順心SCジュニア |

#### 全国少年少女草サッカー大会（女子の部）[11]
| 年度 | 開催数 | 順位 | 参加チーム数 | 備考                   |
| ---- | ------ | ---- | ------------ | ---------------------- |
| 2018 | 第32回 | 13位 | 32チーム     | 優勝：那覇プリテン     |
| 2017 | 第31回 | 21位 | 32チーム     | 優勝：クワトロガールズ |